# Disaster Monitoring Constellation

Al -SAT lanzado en noviembre de 2002 en órbita.

El Disaster Monitoring Constellation (DMC) consta de cinco satélites construidos por Surrey Satellite Technology Ltd (SSTL) de la Universidad de Surrey, y operado por los gobiernos argelino, nigeriano, turco, británico y chino por DMC International Imaging. El DMC proporciona imágenes de emergencias en la tierra para la ayuda en desastres con la International Charter for Space and Major Disasters, donde el DMC formalmente entró en noviembre de 2005. Otras imágenes de la tierra de DMC son utilizadas para aplicaciones civiles por diversos gobiernos. La capacidad sobrante de toma de imágenes es vendida bajo contrato.
El DMC proporciona mayores zonas de imagen que, por comparar la resolución con algo, los satélites gubernamentales de toma de imágenes como el Landsat. Las tomas de imágenes del DMC fueron deliberadamente diseñadas para ser comparadas con las del Landsat, para adecuarse a las piezas y programas remotos utilizados para trabajar con imágenes del Landsat. Las imágenes pueden ser proporcionadas más rápidamente por el DMC que con el Landsat, gracias a tener varios satélites similares en órbita listos para pasar sobre cualquier punto de interés, y tomar imágenes más grandes. Esto proporciona la información necesaria para las labores de apoyo en caso de desastre o emergencia, con imágenes accesibles desde Internet para el satélite correspondiente y la estación de tierra en menos de un día desde que se hace la solicitud.
El DMC ha monitorizado los efectos y consecuencias del Tsunami del Océano Índico (diciembre de 2004), el Huracán Katrina (agosto de 2005), y muchos otros incendios, inundaciones y desastres.
Los satélites individuales del DMC son:

## Primera Generación
- AlSAT-1 (Argelia), lanzado en noviembre de 2002.
- BilSAT (Turquía), que concluyó su misión en agosto de 2006 debido a un fallo de las células de batería[1]
- NigeriaSAT-1 (Nigeria), lanzado en septiembre de 2003
- UK-DMC (Reino Unido), lanzado en septiembre de 2003.

## Segunda Generación
- Beijing-1 (China), lanzado en octubre de 2005.
- UK-DMC 2 (Reino Unido[2]), lanzado en julio de 2009.
- Deimos-1 (satélite comercial español[3]), lanzado en julio de 2009.
- NigeriaSAT-2, planeado el lanzamiento a finales de 2009

La órbita heliosincrónica de estos satélites está coordinada para que los satélites vayan seguidos en un plano orbital, ascendiendo al norte sobre el Ecuador a las 11:15 a. m. hora local (y 11:30 a. m. hora local para el Beijing-1).
Algunos de estos satélites también incluyen otras imágenes y experimentos de pago: Compresión de imágenes con hardware a bordo (en BilSAT), un experimento de reflectometría GPS y router de Internet a bordo (en el satélite UK-DMC). Los satélites DMC son muy conocidos por su comunicación con las estaciones de tierra con Protocolo de Internet para la transferencia de datos de pago y dirección y control, ampliando Internet al espacio, y permitiendo la incursión en el [Internet interplanetario]]. Muchas de las tecnologías utilizadas en el diseño de los satélites DMC, incluyen el uso de Internet, ya probado en el espacio en el UoSAT-12 de SSTL.

SSTL está construyendo más satélites DMC para Nigeria.